# 羽音たらく
羽音 たらく（うおん たらく）は、イラストレーター。スタジオオルフェ所属。男性。

## 主な作品
- 魔法少女プリティサミー（小説版挿絵）
- フォトン（小説版挿絵）
- ハートフルメモリーズ ～Little Witch Parfait 2～（キャラクターデザイン）
- 時の国のエルフェンリート（キャラクターデザイン）
- R.O.D（キャラクター原案・READ OR DIE 小説版挿絵）
- おねがい☆ティーチャー（キャラクター原案）
- おねがい☆ツインズ（キャラクター原案）
- R.O.D -THE TV-（キャラクター原案）
- かみちゅ!（キャラクター原案）
- ブルーブラスター（キャラクターデザイン）
- 機動戦士ガンダム00P（小説版挿絵）
- 機動戦士ガンダム00F（キャラクターデザイン）
- 機動戦士ガンダム00V（キャラクターデザイン）
- 武装神姫(第11弾「アルトレーネ」「アルトアイネス」キャラクターデザイン）
- あの夏で待ってる（キャラクター原案）
- WIXOSS（キャラクターデザイン、カードイラスト）
- petit fleurs「プリンシパル」MVイラスト